# Akureyri
Akureyri là một thị xã ở miền bắc Iceland. Đây là khu vực đô thị lớn thứ hai của Iceland (sau Vùng Thủ đô) và là đô thị lớn thứ tư (sau Reykjavík, Hafnarfjörður và Kópavogur).
Dân số năm 2017 là 18.800 người.
Biệt danh Thủ đô Bắc Iceland, Akureyri là một cảng và trung tâm đánh cá quan trọng. Khu vực nơi Akureyri có người định cư vào thế kỷ thứ 9 nhưng không nhận được điều lệ thành phố cho đến năm 1786. Thị xã này là địa điểm đóng quân của các đơn vị Đồng minh trong thế chiến II. Sự tăng trưởng tiếp theo xảy ra sau chiến tranh khi dân số Iceland ngày càng dịch chuyển sang sinh sống ở các khu vực đô thị.
Khu vực này có khí hậu tương đối ôn hòa vì các yếu tố địa lý và bến cảng không có băng của thị xã đã đóng một vai trò quan trọng trong lịch sử của nó.